# Jia Qinglin

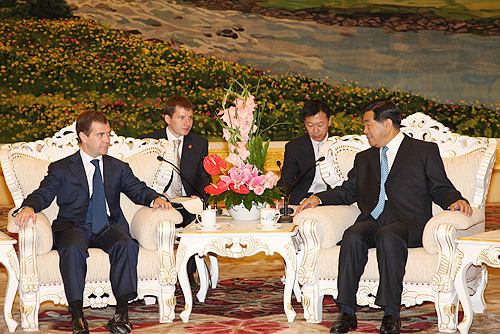
Jia (rechts) bei einem Treffen mit Medwedew in China

Jia Qinglin (chinesisch 贾庆林, Pinyin Jiǎ Qìnglín) (* 1940 in Botou, China) ist ein chinesischer Politiker. Er war von 2002 bis 2012 Mitglied des Ständigen Ausschusses des Politbüros der Kommunistischen Partei Chinas und von 2003 bis 2013 Vorsitzender der Politischen Konsultativkonferenz des chinesischen Volkes.
Jia Qinglin galt als kontroverse Besetzung im Ständigen Ausschuss des Politbüros. Vermutlich hatte er auf Betreiben Jiang Zemins Eingang in den Ständigen Ausschuss gefunden. Jia Qinglins Ruf wurde durch den Schmuggelskandal in Xiamen in Mitleidenschaft gezogen, der sich während seiner Amtszeit als Parteisekretär dieser Provinz ereignete, vor allem da seine Frau in den Skandal verwickelt gewesen sein soll.

## Biografie
Jia Qinglin wurde 1940 im chinesischen Botou, Provinz Hebei, geboren. Zwischen 1956 und 1958 absolvierte er ein Studium in Industriebetriebsplanung in Shijiazhuang, ebenfalls in seiner Geburtsprovinz Hebei. Als junger Erwachsener trat er 1959 in die Kommunistische Partei Chinas ein.
Im Jahr 1962 erreichte er den Studienabschluss an der Hochschule für Ingenieurwesen von Hebei im Fachbereich Elektrizität als Ingenieur und wurde anschließend direkt zum Techniker beim 1. Maschinenbauministerium
1969 absolvierte er körperliche Arbeit in der „7.-Mai-Kaderschule“ im Kreis Fengxin, Provinz Jiangxi.
Seine Karriere ging in den darauffolgenden Jahrzehnten steil bergauf. 1973 wurde er bei seinem Maschinenbauministerium befördert und fungierte fortan als Leiter des Büros für Produktmanagement des 1. Maschinenbauministeriums. 1978 erreichte er abermals eine Beförderung zum Vorsitzenden der Nationalen Gesellschaft für den Im- und Export von Maschinen und Ausrüstung. 1983 wurde er zum Direktor des Schwermaschinenwerks in Taiyuan berufen.
Erste wichtige Aufgaben auf der politischen Bühne erhielt er ab 1985. 1985 wurde er zum Mitglied des Provinzparteikomitees von Fujian und stellvertretendem Parteisekretär ernannt. 1991 folgte der Karrieresprung zum Gouverneur von Fujian. 1993 wechselte er den Posten und wirkte ab sofort als Parteisekretär von Fujian.
1994 wurde Jia Qinglin Vorsitzender des Ständigen Ausschusses des Volkskongresses von Fujian. Nur zwei Jahre später, im Jahr 1996, wurde er zum stellvertretenden Parteisekretär und stellvertretenden Bürgermeister von Peking befördert. Im selben Jahr, ebenfalls 1996, wirkte er auch bei der Gründung der staatseigenen Beiqi Foton Motor mit. Von 1997 bis 1999 war er Bürgermeister von Peking. Ebenfalls 1997 bekam er das Amt des Parteisekretärs von Peking zugeschrieben, das er bis 2002 behielt.